# فرد بیوان
فرد بیوان (انگلیسی: Fred Bevan; ۲۷ فوریهٔ ۱۸۷۹ – ۱۹۳۵ (۵۵−۵۶ سال)) بازیکن فوتبال اهل بریتانیا بود.
از باشگاه‌هایی که در آن بازی کرده‌است می‌توان به باشگاه فوتبال دربی کانتی، باشگاه فوتبال کویینز پارک رنجرز، باشگاه فوتبال فولام، باشگاه فوتبال بری، باشگاه فوتبال ردینگ، باشگاه فوتبال منچستر سیتی، باشگاه فوتبال میلوال، باشگاه فوتبال چتم، و باشگاه فوتبال لیتون اورینت اشاره کرد.